# Ngữ hệ Yukaghir

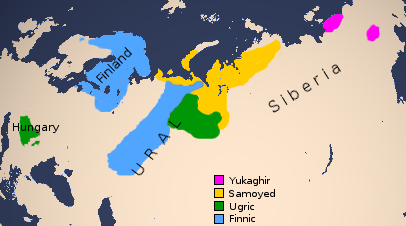
Phân loại ngữ hệ Yukaghir, Phần Lan-Ugra và Samoyed ở vùng Siberi
Ngữ hệ Yukaghir
Nhóm ngôn ngữ Samoyed
Nhóm ngôn ngữ Ugra
Nhóm ngôn ngữ Phần Lan

Đây là ngữ hệ bản địa của người Yukaghir, tuy nhiên hiện nay đã bị mai một chỉ với 200 người sử dụng. Đây cũng là ngữ hệ có nhiều điểm chung với ngữ hệ Ural.

## Nhánh
- Nhánh Bắc: [Bắc Yukaghir (Yukaghir lãnh nguyên)] Có khoảng khoảng 200 người sử dụng ở vành đai tundra từ Indigirka đến lưu vực sông Kolyma. Trước đây, ngôn ngữ này được còn sử dụng ở vùng rộng hơn, kéo dài ra lưu vực sông Lena.
- Nhánh Nam: [Nam Yukaghir (Yukaghir rừng)] Có khoảng 10 đến 50 người sử dụng ở vùng rừng, nơi gần nguồn sông Kolyma, giữa nước cộng hòa Sakha và vùng Magadan